# In punto di morte
Pour plus de détails, voir Fiche technique et Distribution.
In punto di morte est un film italien réalisé par Mario Garriba, sorti en 1971.

## Fiche technique
- Titre : In punto di morte
- Réalisation : Mario Garriba
- Pays d'origine : Italie
- Format : Couleurs - Mono
- Date de sortie : 1971

## Distinctions
- Léopard d'or au Festival de Locarno